# Kei Chinen
Kei Chinen (jap. 知念 慶, Chinen Kei; * 17. März 1995 in Shimajiri, Präfektur Okinawa) ist ein japanischer Fußballspieler.

## Karriere
Kei Chinen erlernte das Fußballspielen in der Universitätsmannschaft der Aichi Gakuin University. Seinen ersten Profivertrag unterschrieb er 2017 bei Kawasaki Frontale. Der Verein aus Kawasaki spielte in der höchsten japanischen Liga, der J1 League. 2017 und 2018 feierte er mit Kawasaki die japanische Fußballmeisterschaft. 2017 und 2019 stand er mit Frontale im Finale des J. League Cup. 2017 verlor man das Endspiel 2:0 gegen Cerezo Osaka, 2019 gewann man das Endspiel im Elfmeterschießen gegen Hokkaido Consadole Sapporo. Im Spiel um den japanischen Supercup verlor Frontale 2018 mit 2:3 gegen Cerezo Osaka, 2019 gewann Frontale mit 2:1 gegen die Urawa Red Diamonds. Den J.League Cup gewann er mit Frontale 2019. Anfang 2020 wurde er an den Ligakonkurrenten Ōita Trinita aus Ōita ausgeliehen. Nach 29 Spielen kehrte er Anfang 2021 nach der Ausleihe zu Kawasaki Frontale zurück. 2021 gewann er mit Frontale den Supercup und die japanische Meisterschaft. Nach über 100 Erstligaspielen wechselte er im Januar 2023 zum Ligakonkurrenten Kashima Antlers.

## Erfolge
Kawasaki Frontale
- Japanischer Meister: 2017, 2018, 2021
- Japanischer Ligapokalsieger:2019
- Japanischer Supercup-Sieger: 2019, 2021